# Liste von Persönlichkeiten aus Samedan
Diese Liste enthält in Samedan geborene Persönlichkeiten und solche, die in Samedan ihren Wirkungskreis hatten, ohne dort geboren zu sein. Die Liste erhebt keinen Anspruch auf Vollständigkeit.

## Persönlichkeiten
(alphabetisch)
- Daniel Badraun (* 1960), Schriftsteller und Kleinklassenlehrer
- Caspar Badrutt (1848–1904), Unternehmer, Hotelier und Restaurateur
- Johannes Badrutt (1819–1889), Hotelier
- Peter Robert Badrutt (1850–1907), Unternehmer, Hotelier und Politiker
- Oskar Bernhard (1861–1939), Heliotherapeut, Arzt, Mäzen
- Jachiam Tütschett Bifrun (1506–1572), Jurist, Notar, Landammann, Richter und erster Bibelübersetzer in die oberengadinische Sprache
- Duri Camichel (1982–2015), Eishockeyspieler
- Werner Camichel (1945–2006), Bobfahrer
- Selina Chönz (1910–2000), Autorin
- Marco Cortesi (* 1956), Polizeibeamter und Mediensprecher
- Gianina Ernst (* 1998), Skispringerin
- Urs Frey (1960–2008), Dokumentarfilmer
- Seraina Friedli (* 1993), Fussballspielerin
- Jole Galli (* 1995), italienische Skirennläuferin und Freestyle-Skierin
- Aita Gasparin (* 1994), Biathletin
- Elisa Gasparin (* 1991), Biathletin
- Selina Gasparin (* 1984), Biathletin
- Michelle Gisin (* 1993), Skirennfahrerin
- Bianca Gisler (* 2003), Snowboarderin
- Mark Hardy (* 1959), kanadischer Eishockeyspieler
- Gerold Hilty (1927–2014), Sprachwissenschafter und Hochschullehrer
- Andrea Huber (* 1975), Skilangläuferin
- Jörg Jenatsch (1596–1639), Pfarrer und Militärführer
- Steivan Liun Könz (1940–1998), Zeichner, Radierer und Sgraffitokünstler
- Reto Lamm (* 1970), Freestyle-Snowboarder
- Ursina Lardi (* 1970), Schauspielerin
- Oscar Mayer (1916–2011), Politiker
- Domenica Messmer (1902–1988), Schriftstellerin, Übersetzerin und Redaktorin
- Claudio Micheli (* 1970), Eishockeyspieler
- Seraina Mischol (* 1981), Skilangläuferin
- Anton Rimathé (1874–1943), Gewerkschaftsfunktionär und Politiker
- Andrea Robbi (1864–1945), Maler
- Giovanni Segantini (1858–1899), Maler
- Pietro Paolo Vergerio (1498–1565), italienischer Reformator und Prediger in Samedan 1549–1553
- Edy Voneschen (1892–1982), Kunstmaler
- Selina Witschonke (* 1998), Curlingspielerin
- Valeria Zangger (* 1985), Jazzmusikerin